# NGC 395
NGC 395 is een open sterrenhoop in een emissienevel in de Kleine Magelhaense wolk, die zich bevindt in het sterrenbeeld Toekan. Het hemelobject werd op 1 augustus 1826 ontdekt door de Schotse astronoom James Dunlop.

## Synoniem
- ESO 51-SC16